# Landkreis Bayreuth
Landkreis Bayreuth ligger i den sydøstlige del af Regierungsbezirks Oberfranken i den tyske delstat Bayern. Nabokreise er mod nordvest Landkreis Lichtenfels, mod nord Landkreis Kulmbach og Landkreis Hof, mod øst landkreisene  Wunsiedel und Tirschenreuth, mod syd landkreisene Neustadt a.d.Waldnaab, Amberg-Sulzbach og Nürnberger Land og mod vest landkreisene Forchheim und Bamberg.

## Geografi
I den sydlige og vestlige del af området ligger naturområdet  Fränkische Schweiz  der er den nordlige del af bjergkæden Fränkische Alb, med talrige huler. Det centrale område af kreisen omfatter Obermainische Hügelland, (Øvre Mains bakkeland) der har navn efter floden Roter Main, der udspringer syd for  Bayreuth og løber mod nordvest, for at forene sig med Weißer Main vest for Kulmbach. Mod øst har kreisen del i Fichtelgebirge, hvor områdets højeste punkt Schneeberg, når op i en højde af 960 moh.

## Historie
Det nuværende kreisområde var til  1803 del af Markgrevskabet Bayreuth, så hørte det en overgang under Frankrig og i 1810 kom det under Bayern. 

## Byer og kommuner
Kreisen havde 103656  indbyggere pr.  2018-12-31

| Byer - Bad Berneck i.Fichtelgebirge (4371) - Betzenstein (2475) - Creußen (4941) - Gefrees (4332) - Goldkronach (3487) - Hollfeld (5043) - Pegnitz (13244) - Pottenstein (5226) - Waischenfeld (3083) Byer med Marktrecht - Plech (1331) - Schnabelwaid (967) - Weidenberg (5772) Kommuner - Ahorntal (2162) - Aufseß (1287) - Bindlach (7333) - Bischofsgrün (1850) - Eckersdorf (5101) - Emtmannsberg (1051) - Fichtelberg (1762) - Gesees (1267) - Glashütten (1400) - Haag (924) - Heinersreuth (3742) - Hummeltal (2341) - Kirchenpingarten (1279) - Mehlmeisel (1312) - Mistelbach (1599) - Mistelgau (3811) - Plankenfels (858) - Prebitz (1002) - Seybothenreuth (1289) - Speichersdorf (5769) - Warmensteinach (2245) Verwaltungsgemeinschafter 1. Verwaltungsgemeinschaft Betzenstein (Byen Betzenstein og Markt Plech) 2. Verwaltungsgemeinschaft Creußen (Byen Creußen, Markt Schnabelwaid, kommunerne Haag og Prebitz) 3. Verwaltungsgemeinschaft Hollfeld (Byen Hollfeld, kommunerne Aufseß og Plankenfels) 4. Verwaltungsgemeinschaft Mistelbach (Kommunerne Gesees, Hummeltal og Mistelbach) 5. Verwaltungsgemeinschaft Mistelgau (Kommunerne Glashütten og Mistelgau) 6. Verwaltungsgemeinschaft Weidenberg (Markt Weidenberg, kommunerne Emtmannsberg, Kirchenpingarten og Seybothenreuth) |

Kommunefrie områder
1. Bischofsgrüner Forst (27,00 km²)
2. Fichtelberg (20,89 km²)
3. Forst Neustädtlein am Forst (7,55 km²)
4. Glashüttener Forst (4,77 km²)
5. Heinersreuther Forst (7,61 km²)
6. Neubauer Forst-Nord (5,66 km²)
7. Prüll (2,22 km²)
8. Veldensteiner Forst (55,55 km²)
9. Waidacher Forst (6,42 km²)
10. Warmensteinacher Forst-Nord (0,32 km²)